# Svenska mästerskapen i landsvägscykling 2023
Svenska mästerskapen i landsvägscykling 2023 bestod av ett linje-SM och ett tempo-SM som arrangerades mellan den 22 juni och 2 juli i Björklinge och på Tierp Arena.
Linjeloppet skulle egentligen ha arrangerats i Uppsala men två dagar innan tävlingsstart drog Transportstyrelsen in tillståndet. Tävlingen flyttades därefter till Tierp Arena.

## Medaljörer

### Damer
| Gren                         | Guld                                  | Silver                          | Brons                                 |
| Linjelopp – seniorer 120 km  | Emilia Fahlin Örebrocyklisterna       | Clara Lundmark Norbergs CK      | Julia Borgström CK Ringen             |
| Tempolopp – seniorer 31 km   | Jenny Rissveds Falu CK                | Nathalie Eklund Stockholm CK    | Emilia Fahlin Örebrocyklisterna       |
| Linjelopp – U23 120 km       | Julia Borgström CK Ringen             | Caroline Andersson Halmstads CK | Wilma Olausson Team Hestra-Advokat CC |
| Tempolopp – U23 31 km        | Wilma Olausson Team Hestra-Advokat CC | Karin Söderqvist Motala AIF CK  | Felicia Bengtsson CK Bure             |
| Linjelopp – juniorer 60 km   | Stina Kagevi Motala AIF CK            | Tilde Lindström Motala AIF CK   | Ella Wahlström Motala AIF CK          |
| Tempolopp – juniorer 16,2 km | Stina Kagevi Motala AIF CK            | Tilde Lindström Motala AIF CK   | Anna Söderqvist Klubb Team LeWa Sport |

### Herrar
| Gren                        | Guld                           | Silver                         | Brons                          |
| Linjelopp – seniorer 180 km | Lucas Eriksson Gånghester CK   | Hugo Forssell CK Hymer         | Edvin Lovidius Södertälje CK   |
| Tempolopp – seniorer 31 km  | Jacob Ahlsson Motala AIF CK    | Jakob Söderqvist Evolite CC    | Hjalmar Klyver Trosabygdens OK |
| Linjelopp – U23 180 km      | Edvin Lovidius Södertälje CK   | Eric Pedersen Motala AIF CK    | Jakob Söderqvist Evolite CC    |
| Tempolopp – U23 31 km       | Jakob Söderqvist Evolite CC    | Hjalmar Klyver Trosabygdens OK | Edvin Lovidius Södertälje CK   |
| Linjelopp – juniorer 120 km | Ville Merlöv Åstorps CK        | Gustav Magnusson Jönköpings CK | Nils Johansson Jönköpings CK   |
| Tempolopp – juniorer 31 km  | Gustav Magnusson Jönköpings CK | Linus Larsson Staffanstorp CK  | Ivan Åström Borlänge CK        |